# Божана Јовановић
Божана Јовановић (Београд, 23. јун 1932 — Београд, 24. децембар 2020) била је једна од најпознатијих српскихкостимографкиња.

## Каријера
Рођена је 1932. у Београду, где је након завршене основне и средње школе уписала и дипломирала на Факултету примењених уметности у Београду, одсек сценографије, код професора Миленка Шербана.
Након дипломирања шест месеци боравила је у Паризу код професора Пола Колена. На почетку каријере радила је као сценограф и костимограф, али се касније фокусирала само на костим, прво у Југословенском драмском позоришту, затим у Српском народном позоришту, а од 1963. године била је костимограф Народног позоришта у Београду све до пензионисања.
Прва представа у Народном позоришту у којој се потписује као костимограф била је Бертове кочије или Сибила Велимира Лукића у режији Арсе Јовановића (1963) а последња, Вердијева Дама с камелијама  у кореографији Лидије Пилипенко (2010).  У Народном позоришту у Београду радила је као костимограф на преко 140 представа, од чега су 25 били балети и оперске представе упечатљивог визуелног идентитета, а  у оквиру драмског репертоара и веома успешних креација треба истаћи и особен уметнички траг костимографским решењима за представе Чехова, Шекспира и Достојевског.
У Српском народном позоришту радила је као костимограф на представама Коломба, Вечити младожења, Фамилија Софронија А. Кирића, Љубавно писмо, Хенрик VIII и његових шест жена, Јеретик, Веселе жене из Виндзора, Кнез од Зете, Анатолове љубави, Госпођа Бовари, Галеб, Платонов и Сан летње ноћи.
Kостимографско стваралаштво Јовановићеве у временском распону од скоро седам деценија (1950-2017) са око 400 стотине премијерних остварења (у позориштима Србије), налази се међу врхунским достигнућима некадашње југословенске позоришне уметности али је и њен удео у представама које су гостовале ван граница садашњег региона – стицао високе оцене и признања.
Радила је у свим већим градовима Југославије, али и у Москви, Берлину, Бриселу, Трсту, у Шведском краљевском позоришту, сарађујући са истакнутим редитељима: Бојаном Ступицом, Матом Милошевићем, Мирославом Беловићем, Паолом Мађелијем, Стевом Жигоном, Дејаном Мијачем, Егоном Савином, Љубомиром Драшкићем, Бором Григоровићем, Миланом Kараџићем, Јагошем Марковићем и многим другим из млађих генерација. Својом плодном стваралачком биографијом исписала је блиставе странице историје српске костимографије,али су њена дела, такође, равноправна са врхунским светским костимографским остварењима.
Остварила је костиме у десет филмова: Мали човек , Љубав и мода, Kапетан Леши, Чудна девојка, Лито виловито и у петнаест ТВ драма.
Преминула је 24. децембра 2020. године у Београду, а сахрањена је у Алеји заслужних грађана на Новом гробљу.

## Награде и признања
Добила је бројна признања међу којима су : 
- Октобарска награда, 1997.
- Стеријина награда 1978. и 2000. године
- Пет годишњих и Награда за животно дело Удружења примењених уметности
- Четири годишње награде и Плакета Народног позоришта у Београду
- Награда на Фестивалу Јоаким Вујућ
- Награда на Фестивалу балета у Љубљани[1]
- Награда на Данима комедије у Јагодини
- Пет годишњих награда на Дечјем фестивалу у Kотору
- Годишња награда позоришта Бошко Буха
- Годишња награда Атељеа 212
- Награда бијенала „Петар Пашић” за сценско стваралаштво 2000. године[2]
- Награда на Међународном тријеналу сценског костима[1]